# Bojan Prešern
Bojan Prešern (Jesenice, 4 agosto 1962) è un ex canottiere sloveno, vincitore della medaglia di bronzo nel due con a Seul 1988 insieme a Sadik Mujkič.
In carriera ha partecipato a cinque edizioni dei campionati del mondo cogliendo come miglior risultato il sesto posto nel due con a Bled 1989.
Nel 1987 ha vinto un bronzo nell'otto alla XIV Universiade estiva di Zagabria.

## Palmarès
- Giochi olimpici

Seul 1988: bronzo nell'otto.
- Universiadi

Zagabria 1987: bronzo nell'otto.